# Undergrunn
Undergrunn (stilisiert UNDERGRUNN, kurz UG, deutsch Untergrund) ist eine norwegische Band. Sie besteht aus den sechs Rappern Patrick Bakkeng, Gabriel Doria, Marcos Haugestad, Sverre Skogheim Gudmestad, Jo Almaas Marstein und Jon Ranes.

## Geschichte
Die Band setzt sich aus sechs Mitgliedern zusammen, die aus den Osloer Stadtvierteln Tøyen und Gamlebyen stammen. Im Jahr 2018, als die Mitglieder etwa 15 Jahre alt waren, veröffentlichte sie das Lied Isbil auf der Musikplattform Soundcloud. Das Lied brachte der Gruppe erste Aufmerksamkeit und wurde unter anderem beim Radiosender NRK P3 ins Programm aufgenommen. Mit UG Sommer gab Undergrunn im Jahr 2018 zudem ihre erste EP heraus. Im selben Jahr gab die Gruppe ihr erstes öffentliches Konzert. Im Jahr 2019 trat Undergrunn beim Festival Bylarm auf.
Undergrunns Debütalbum wurde das 2020 herausgegebene Firenze’s Finest. Ihr ein Jahr später veröffentlichtes Album Buketter & Ballspill wurde von der Zeitung Aftenposten in die Liste der besten Alben des Jahres 2021 aufgenommen. Im Jahr 2022 gab die Gruppe mit Undergrunn ein weiteres Album heraus. Dieses konnte sich auf dem ersten Platz der norwegischen Albumcharts platzieren und das darin enthaltene Lied Italia stieg in die Singlecharts ein. Beim Musikpreis P3 Gull wurde Undergrunn im Jahr 2022 in der Kategorie „Künstler des Jahres“ sowie mit Italia in der Kategorie „Lied des Jahres“ nominiert. Beim Spellemannprisen 2022 erhielt die Gruppe Nominierungen in fünf Kategorien, darunter in der Newcomer-, der Lied- und der Hip-Hop-Kategorie. In der Newcomer-Kategorie wurde die Band ausgezeichnet. In den offiziellen norwegischen Jahrescharts des Jahres 2022 erreichte Undergrunn mit dem Album Undergrunn den zweiten Platz bei den Alben und mit Italia den sechsten Platz bei den Singles.
Mit Klikk erreichte im Jahr 2023 erstmals ein Lied der Band den ersten Platz in den norwegischen Singlecharts. Im April 2023 gab die Gruppe mit Egoland ihr viertes Album heraus. Das Album stieg auf dem ersten Platz der Albumcharts ein und auch alle darauf enthaltenen Lieder konnten sich in den Charts platzieren. Das Lied Michelin stjerner erreichte den ersten Platz der Singlecharts und wurde beim Musikpreis P3 Gull als Lied des Jahres 2023 ausgezeichnet. Zudem war die Band in der Kategorie „Künstler des Jahres“ nominiert. Beim Spellemannprisen 2023 erhielt Undergrunn die Auszeichnung „Årets Spellemann“. Im April 2024 gab die Band die EP Norge Elsker Rap heraus. Alle vier der darauf enthaltenen Lieder stiegen in die Top 40 ein. Das Lied Tenke sjæl, das die Melodie und den Text von Trond Viggo Torgersens gleichnamigen Lied aus dem Jahr 1981 aufgriff, avancierte zu einem Nummer-eins-Hit.
Im April 2025 gab Undergrunn das Album Memoarer heraus. Im Gegensatz zu den vorherigen Alben wurde es nicht von der Band selbst produziert.

## Stil und Rezeption
Jon Ranes gab in einem Interview aus dem Jahr 2018 an, dass die Gruppe mit Rapklischees wie Geld, Markenkleidung und Drogen spiele. Zu diesem Zeitpunkt waren die Mitglieder der Gruppe 15 bis 16 Jahre alt. Ranes erklärte, dass die Gruppe die Themen ironisch verarbeite, es aber nicht sicher sei, dass dies alle verstehen. Die Zeitung Dagens Næringsliv betitelte die Band im Rahmen einer Rezension ihres Albums Firenze’s Finest im Jahr 2020 als „Rapper der Kulturelite“. Espen Borge merkte in einer Rezension für NRK P3 an, dass die Gruppe eine „unnorwegische Annäherung an Rapmusik“ habe.

## Mitglieder
Die Band besteht aus sechs Mitgliedern, die neben ihren echten Namen auch häufig Künstlernamen nutzen. Im September 2022 veröffentlichten mit Jo Almaas Marstein und Jon Ranes zwei Mitglieder zeitgleich ihre Debütalben. Im Januar 2023 gab Gabriel Doria als Plaza sein Solodebüt.
- Patrick Bakkeng (Fretex)
- Gabriel Doria (Plaza)
- Marcos Haugestad (Rikpappa)
- Sverre Skogheim Gudmestad (Puz)
- Jo Almaas Marstein (Marstein)
- Jon Ranes (Loverboy)

## Auszeichnungen
P3 Gull
- 2022: Nominierung in der Kategorie „Künstler des Jahres“[15]
- 2022: Nominierung in der Kategorie „Lied des Jahres“ für Italia[16]
- 2023: „Lied des Jahres“ für Michelin stjerner
- 2023: Nominierung in der Kategorie „Künstler des Jahres“[17]

Spellemannprisen
- 2022: „Durchbruch des Jahres“
- 2022: Nominierung in der Kategorie „Hip-Hop“ (für Undergrunn)
- 2022: Nominierung in der Kategorie „Veröffentlichung des Jahres“ (für Undergrunn)
- 2022: Nominierung in der Kategorie „Songwriter des Jahres“
- 2022: Nominierung in der Kategorie „Lied des Jahres“ (für Italia)
- 2023: „Årets Spellemann“
- 2023: Nominierung in der Kategorie „Hip-Hop“ (für Egoland)
- 2023: Nominierung in der Kategorie „Veröffentlichung des Jahres“ (für Egoland)
- 2023: Nominierung in der Kategorie „Lied des Jahres“ (für Michelin stjerner)

Sonstige
- 2024: Nominierung für den Bendiksenprisen[19]

## Diskografie

### Alben
| Jahr | Titel                | Höchstplatzierung, Gesamtwochen, AuszeichnungChartsChartplatzierungen (Jahr, Titel, Platzierungen, Wochen, Auszeichnungen, Anmerkungen) | Anmerkungen                              |
| Jahr | Titel                | NO | Anmerkungen                              |
| ---- | -------------------- | --- | ---------------------------------------- |
| 2020 | Firenze’s Finest     | NO40 (1 Wo.)NO | Erstveröffentlichung: 23. September 2020 |
| 2021 | Buketter & Ballspill | NO37 (1 Wo.)NO | Erstveröffentlichung: 21. April 2021     |
| 2022 | Undergrunn           | NO1 (… Wo.)NO | Erstveröffentlichung: 6. April 2022      |
| 2023 | Egoland              | NO1 (… Wo.)NO | Erstveröffentlichung: 13. April 2023     |
| 2025 | Memoarer             | NO1 (… Wo.)NO | Erstveröffentlichung: 30. April 2025     |

Weitere Alben
- 2019: UG Klikk (Mixtape)

### EPs
- 2018: UG Sommer
- 2024: Norge elsker rap

### Singles
| Jahr | Titel Album                                   | Höchstplatzierung, Gesamtwochen, AuszeichnungChartsChartplatzierungen (Jahr, Titel, Album, Platzierungen, Wochen, Auszeichnungen, Anmerkungen) | Anmerkungen                             |
| Jahr | Titel Album                                   | NO | Anmerkungen                             |
| --- | --------------------------------------------- | --- | --------------------------------------- |
| 2022 | Italia –                                      | NO3 ×3Dreifachplatin · (… Wo.)NO | Erstveröffentlichung: 6. April 2022     |
| 2022 | Peroni & Perignon –                           | NO19 Platin · (12 Wo.)NO | Erstveröffentlichung: 4. März 2022      |
| 2023 | Klikk Egoland                                 | NO1 (32 Wo.)NO | Erstveröffentlichung: 3. März 2023      |
| 2023 | 2x Spektrum Freestyle –                       | NO3 (2 Wo.)NO | Erstveröffentlichung: 16. November 2023 |
| 2025 | Pilestredet Memoarer                          | NO8 (… Wo.)NO | Erstveröffentlichung: 14. März 2025     |
| Folgende Lieder erschienen nicht als Single, wurden aber durch das Album zum Download und Streaming bereitgestellt und konnten somit eine Platzierung erlangen: |                                               | |                                         |
| |                                               | |                                         |
| 2023 | Michelin stjerner Egoland                     | NO1 (36 Wo.)NO |                                         |
| 2023 | Lenge leve Egoland                            | NO6 (30 Wo.)NO |                                         |
| 2023 | Zanotti Egoland                               | NO9 (8 Wo.)NO |                                         |
| 2023 | Jeg vet Egoland                               | NO10 (4 Wo.)NO |                                         |
| 2023 | Egoland                                       | NO13 (3 Wo.)NO |                                         |
| 2023 | Dobbel trippel Egoland                        | NO21 (1 Wo.)NO |                                         |
| 2023 | Tomme tønner Egoland                          | NO26 (1 Wo.)NO |                                         |
| 2023 | Rangel Egoland                                | NO29 (1 Wo.)NO |                                         |
| 2023 | Mon amie Egoland                              | NO38 (1 Wo.)NO |                                         |
| 2024 | Tænke sjæl Norge elsker rap                   | NO1 (13 Wo.)NO |                                         |
| 2024 | Superhelt steez Norge elsker rap              | NO5 (3 Wo.)NO |                                         |
| 2024 | Schnogodidougudugidoubudibow Norge elsker rap | NO12 (2 Wo.)NO |                                         |
| 2024 | Beige Norge elsker rap                        | NO17 (1 Wo.)NO |                                         |
| 2025 | Memoarer                                      | NO8 (… Wo.)NO |                                         |
| 2025 | Skandinarnia Memoarer                         | NO14 (… Wo.)NO |                                         |
| 2025 | OK Memoarer                                   | NO21 (2 Wo.)NO |                                         |
| 2025 | Forord Memoarer                               | NO31 (2 Wo.)NO |                                         |
| 2025 | Libretto i A Memoarer                         | NO37 (2 Wo.)NO |                                         |
| 2025 | Ny feeling Memoarer                           | NO46 (1 Wo.)NO |                                         |
| 2025 | 4theboys Memoarer                             | NO51 (1 Wo.)NO |                                         |
| 2025 | Nattafortelling Memoarer                      | NO53 (1 Wo.)NO |                                         |
| 2025 | Maskin Memoarer                               | NO88 (1 Wo.)NO |                                         |

Weitere Lieder mit Auszeichnungen
- 2022: Bruttern Bror (NO: Gold)
- 2022: Medisin (NO: Gold)
- 2022: Tipp Topp (NO: Gold)